# 妙満寺
妙満寺（みょうまんじ）は、京都市左京区岩倉にある顕本法華宗の総本山の寺院。山号は妙塔山。本尊は三宝尊。安珍・清姫伝説ゆかりの鐘があることで知られる。

## 概要
妙満寺を創建した日什は、もと天台宗の学頭で名を玄妙と称した。68歳の時に上洛して後円融天皇へ上奏し「二位僧都」の位と「洛中弘法の綸旨」を賜った。室町時代、日什は天王寺屋通妙の外護を受けて妙満寺を建立した。安土桃山時代から江戸時代にかけて争乱などにより移転と再建を繰り返した。近年、門前に3,000株のツツジが植えられて、花の寺として親しまれている。塔頭が4院ある（成就院、正行院、法光院、大慈院）。
現住は308世奥村日拝貫首（大阪府茨木市法華寺より晋山）。

## 歴史
永徳3年（1383年）、日什が天王寺屋通妙の外護により、六条坊門室町（現・京都市下京区）に法華堂を建立したのが当寺の草創とされる。康応元年（1389年）に伽藍を整備し、妙満寺と号した。
応永2年（1395年）に火災により伽藍を焼失し、綾小路東洞院（現・京都市下京区）に移転、再建された。応仁元年（1467年）、応仁の乱による焼失後は、四条堀川（現・京都市下京区）に移転した。
天文5年（1536年）には天文法華の乱により伽藍を焼失し、妙満寺は堺に避難する。天文11年（1542年）、後奈良天皇の法華宗帰洛の綸旨により、寺は四条堀川の旧地に再建されるが、天正11年（1583年）、羽柴秀吉の命により、寺町二条（現・京都市上京区榎木町）に再移転する。
寛永5年（1628年）の火災、宝永5年（1708年）の宝永の大火、天明8年（1788年）の天明の大火、元治元年（1864年）の禁門の変によって伽藍を焼失しているが、その都度再建されている。1871年（明治4年）、上知令により寺領が縮小された。太平洋戦争末期の1945年（昭和20年）には強制疎開により塔頭4院の寺領、建物が失われている。
寺が寺町二条から現在の岩倉に移転したのは1968年（昭和43年）である。旧寺地である上京区寺町通二条下る榎木町は現在京都市役所分庁舎や京都市消防局の敷地となっており、付近には妙満寺前町の町名が残っている。1973年（昭和48年）には仏舎利大塔が建立されている。
大納言・外山光顕を祖とする外山家の菩提寺。豊田佐吉以来、豊田家一門の菩提寺ともなっている。

## 境内
- 本堂
- 御開山廟
- 中川の井 - 京都七名水のひとつ「中川の井」の井戸枠。本来は寺町二条にあった。
- 庫裏 - 本坊。
- 方丈

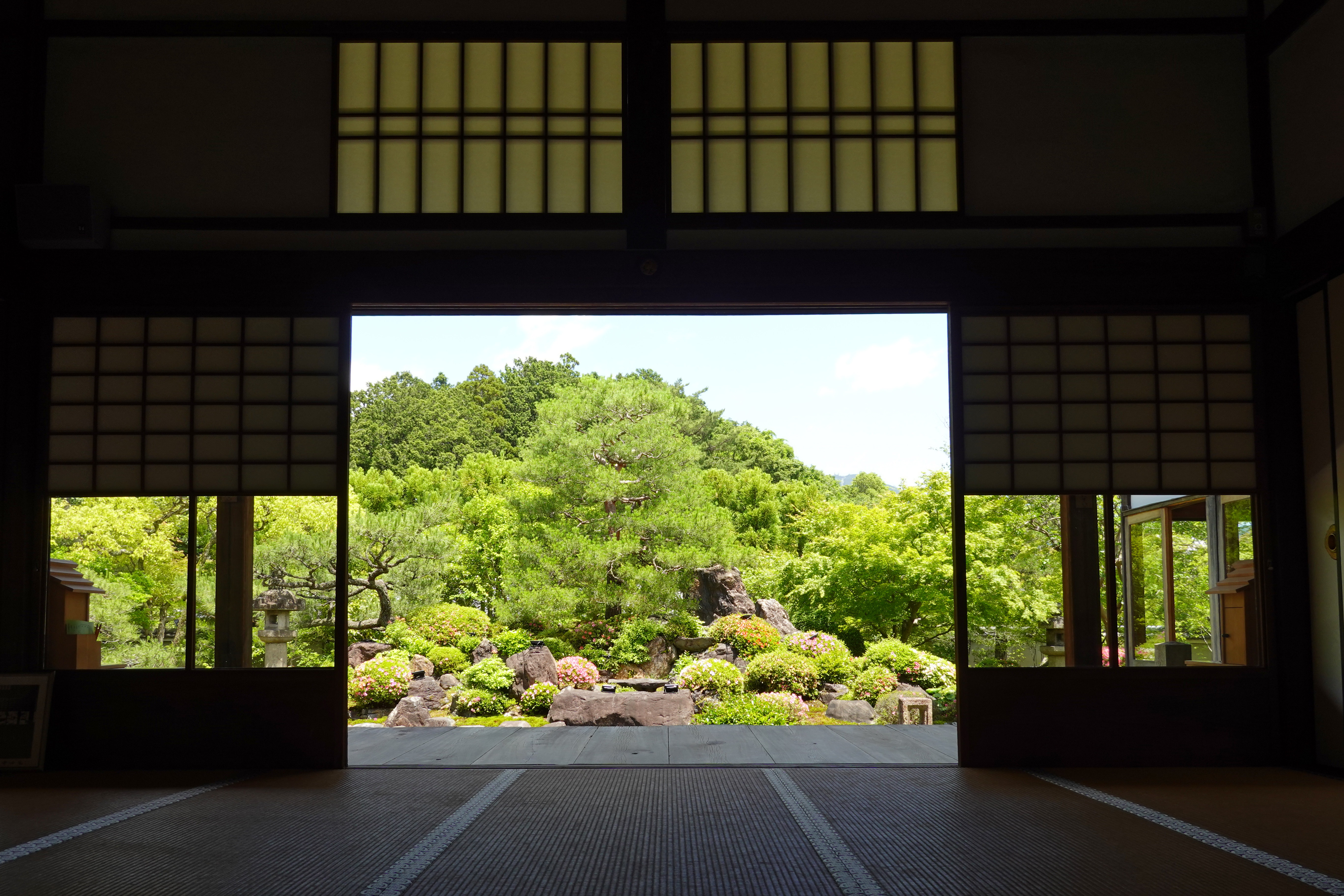
松永貞徳作庭「雪の庭」

- 庭園「雪の庭」 - 俳諧の祖と仰がれる松永貞徳が、門人であった塔頭・成就院の住職日如に請われて造営した庭園。清水寺塔頭・成就院の「月の庭」、北野天満宮（一説には祇園）にあった神宮寺・成就院の「花の庭」（2022年1月再興[5]）とで、成就院「雪月花の三名園」と呼ばれた。1968年（昭和43年）に寺町二条から現在地に移転する際そのまま移したもので、移転後は本坊の庭園となっている。なお、2022年（令和4年）に北野天満宮に「花の庭」が復興された。
- 展示室
  - 安珍・清姫の鐘 - この梵鐘は、紀伊国（現・和歌山県）の道成寺が安珍・清姫伝説の際に初代の梵鐘が焼けてしまったために、2代目として作ったものである。しかし、近隣に災厄が続いたために埋められてしまった。その後、天正13年（1585年）の羽柴秀吉による紀州征伐の際、武将の仙石秀久が掘り返して京都に持ち帰り、当寺に奉納した。また、鐘が重かったために途中で放棄し、近くの住民の手によって当寺に奉納されたともいわれる。
- 大書院
- 修行道場
- 北門
- 仏舎利大塔 - 1973年（昭和48年）に檀信徒の寄進により建立された塔で、内部は納骨堂となっている。インドのブッダガヤ大塔を模したもので、1階に釈迦如来坐像が祀られている他、四面の外壁に486体の釈迦如来像がはめ込まれている。
- 成就院 - 塔頭。
- 正行院 - 塔頭。
- 法光院 - 塔頭。
- 大慈院 - 塔頭。
- 鐘楼
- 山門
- 放生池

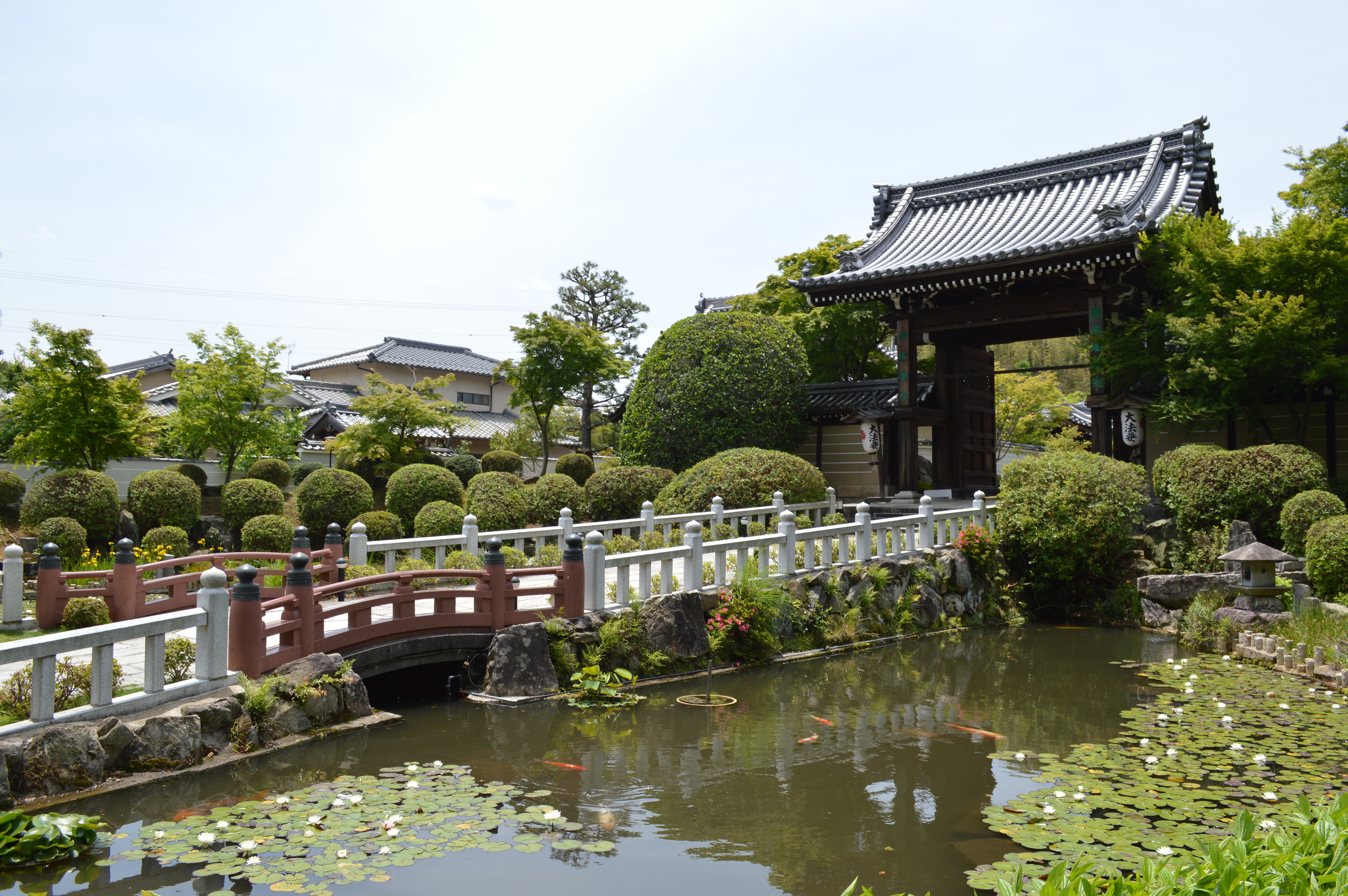
参道と山門
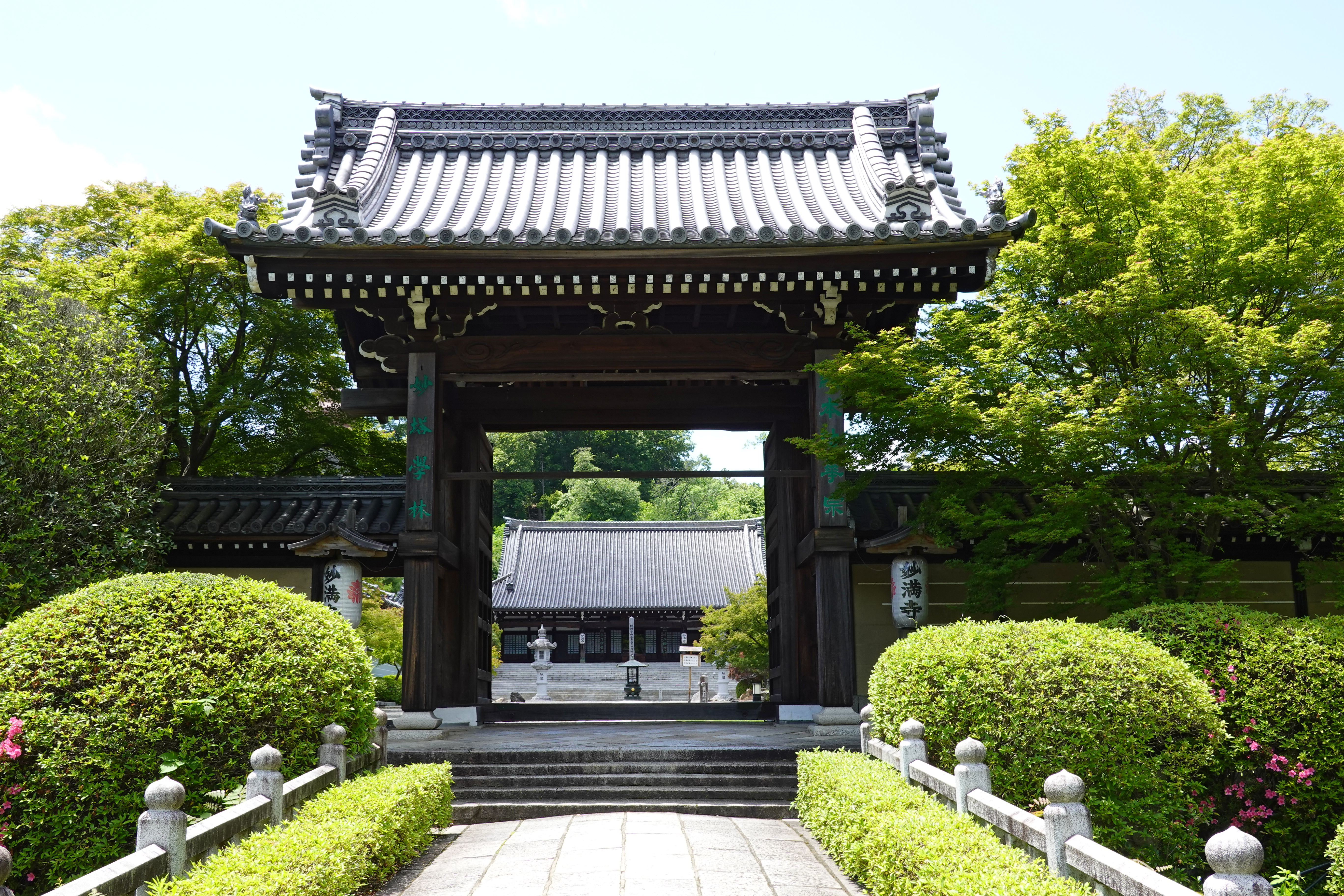
山門
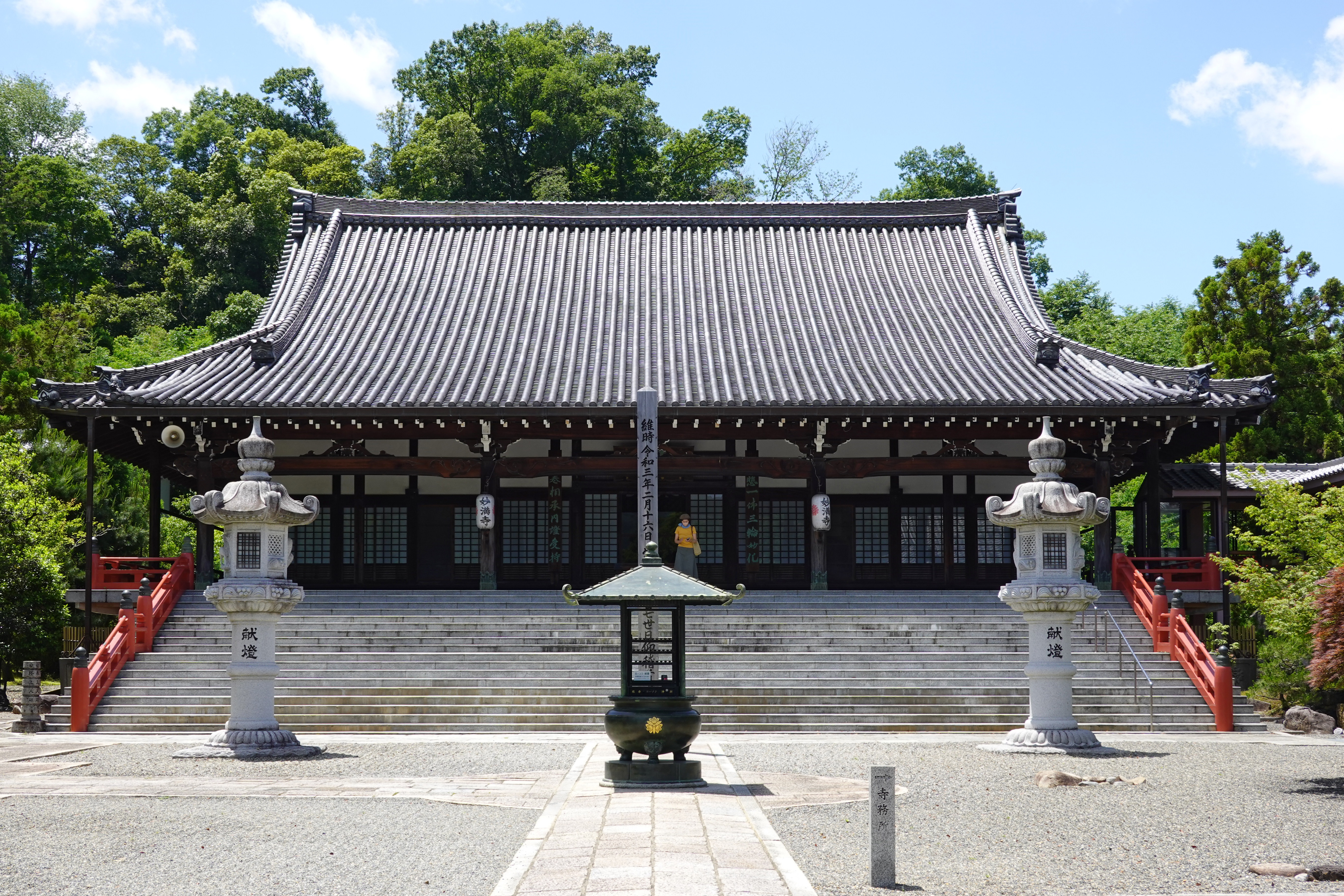
本堂
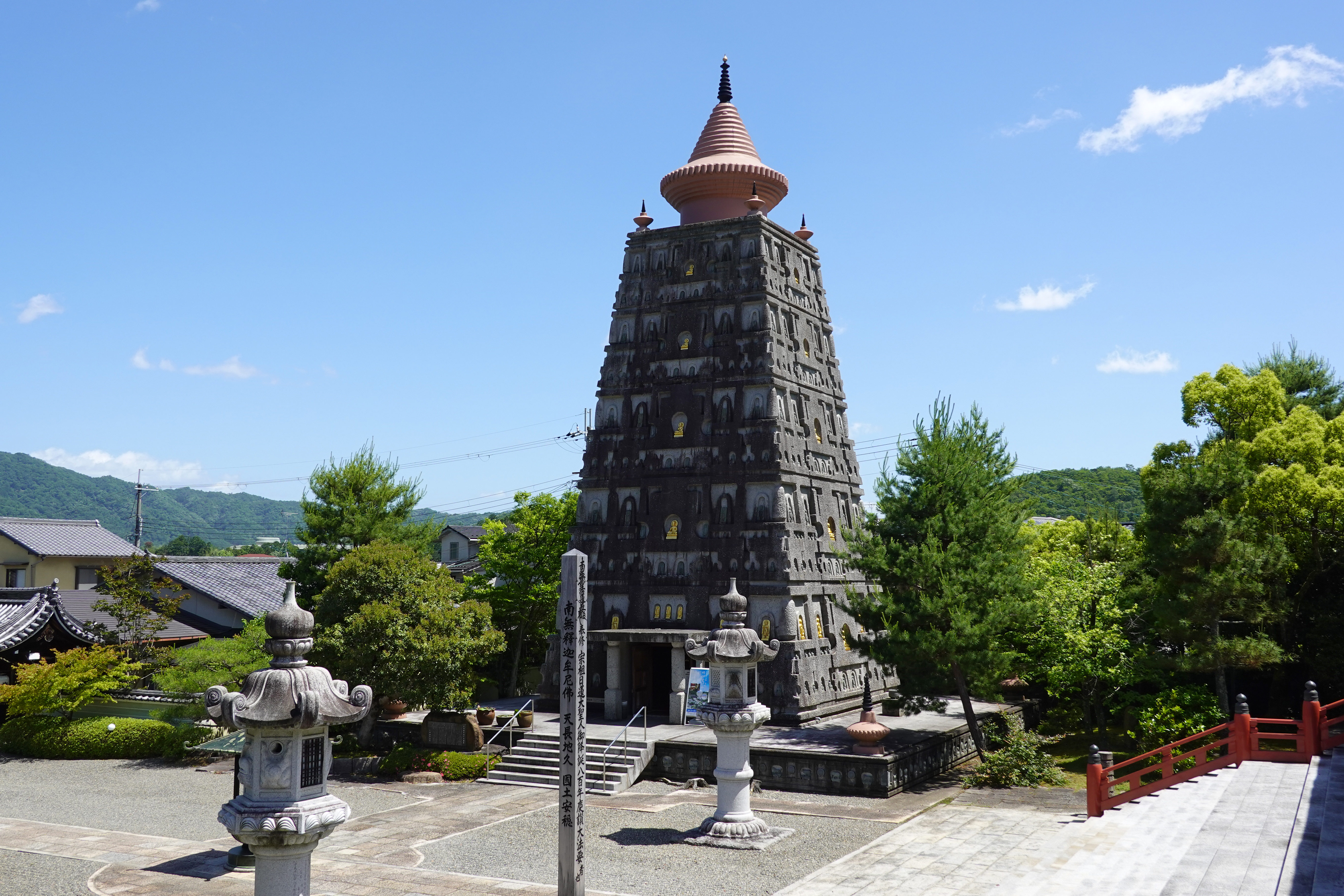
仏舎利大塔
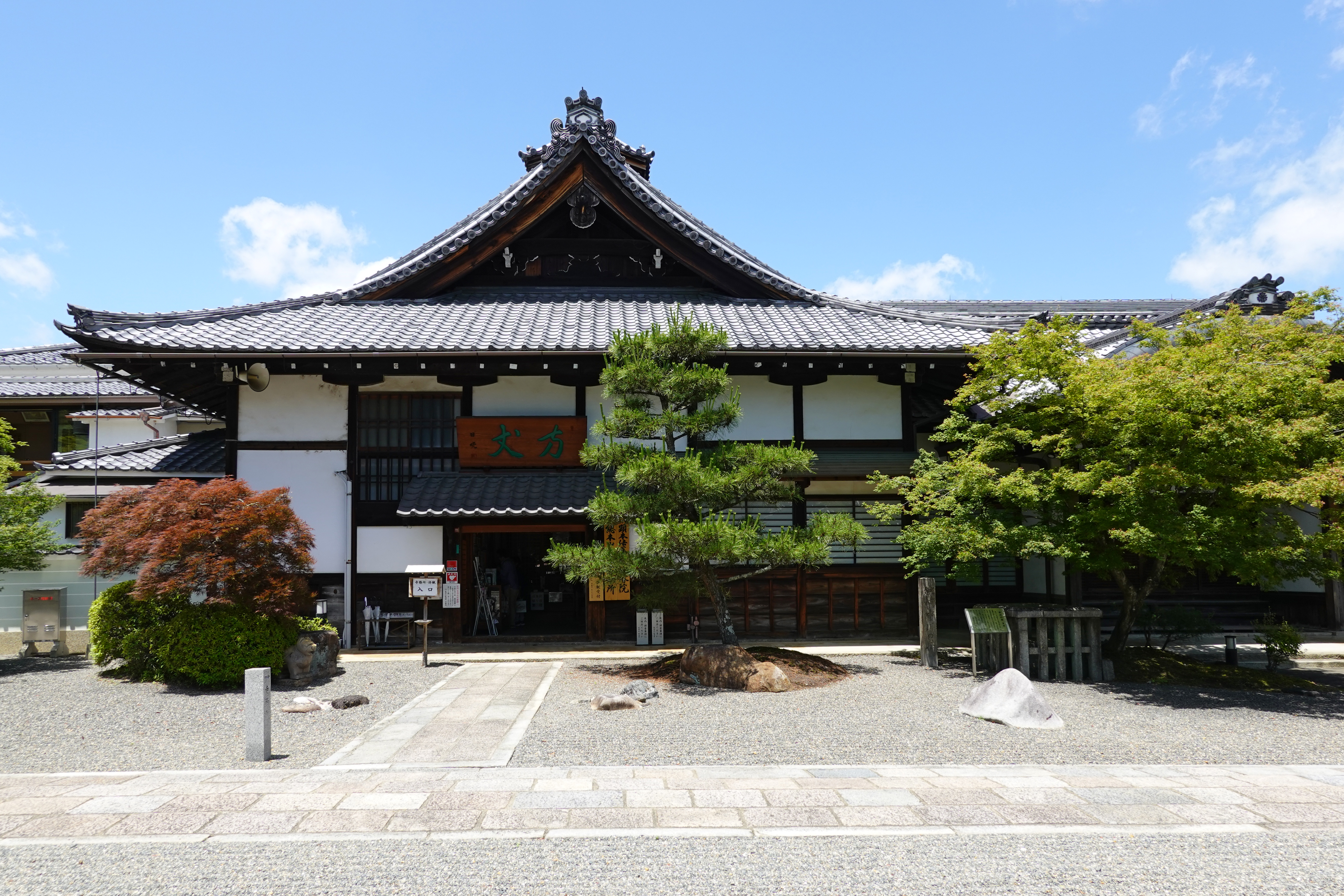
方丈
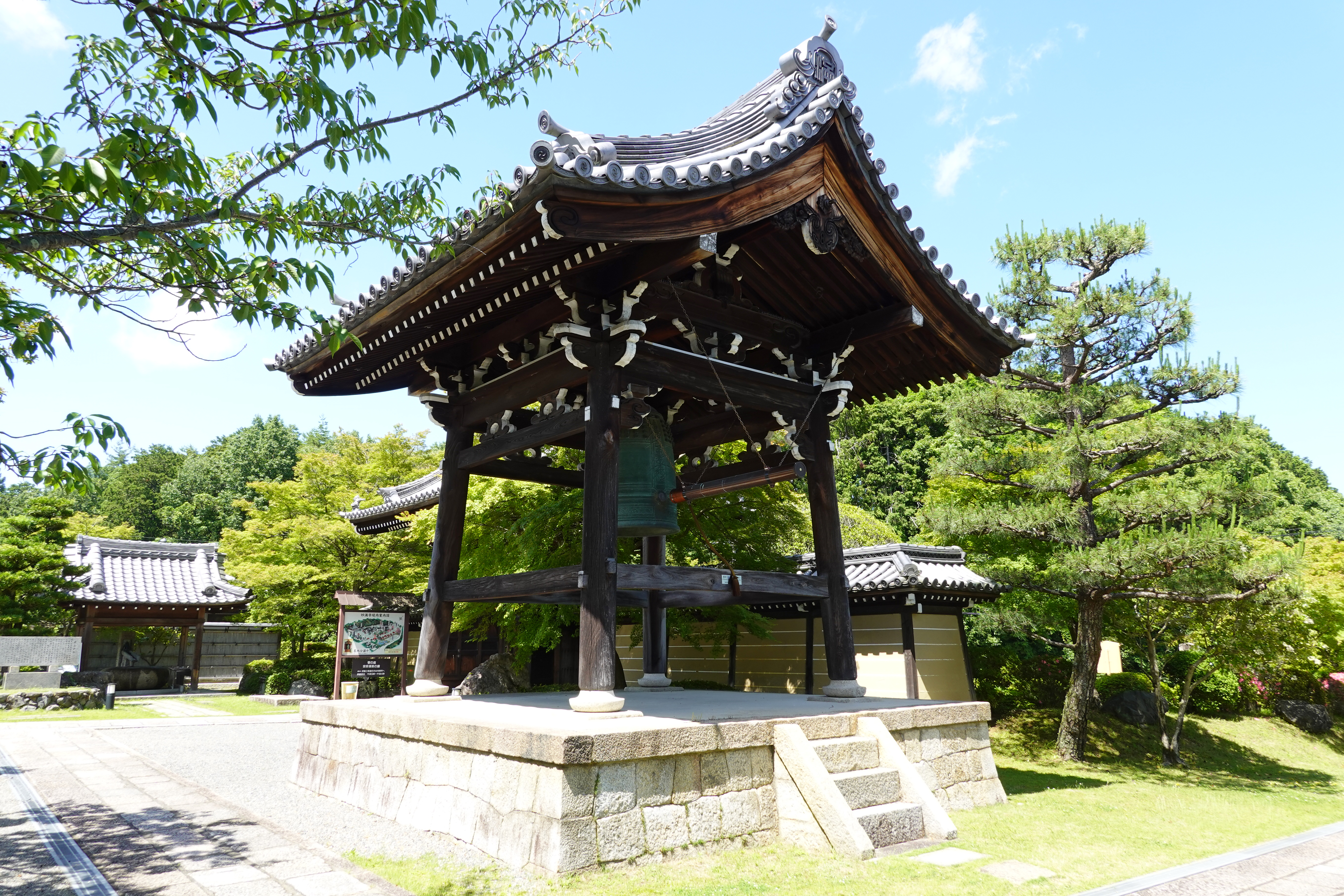
鐘楼
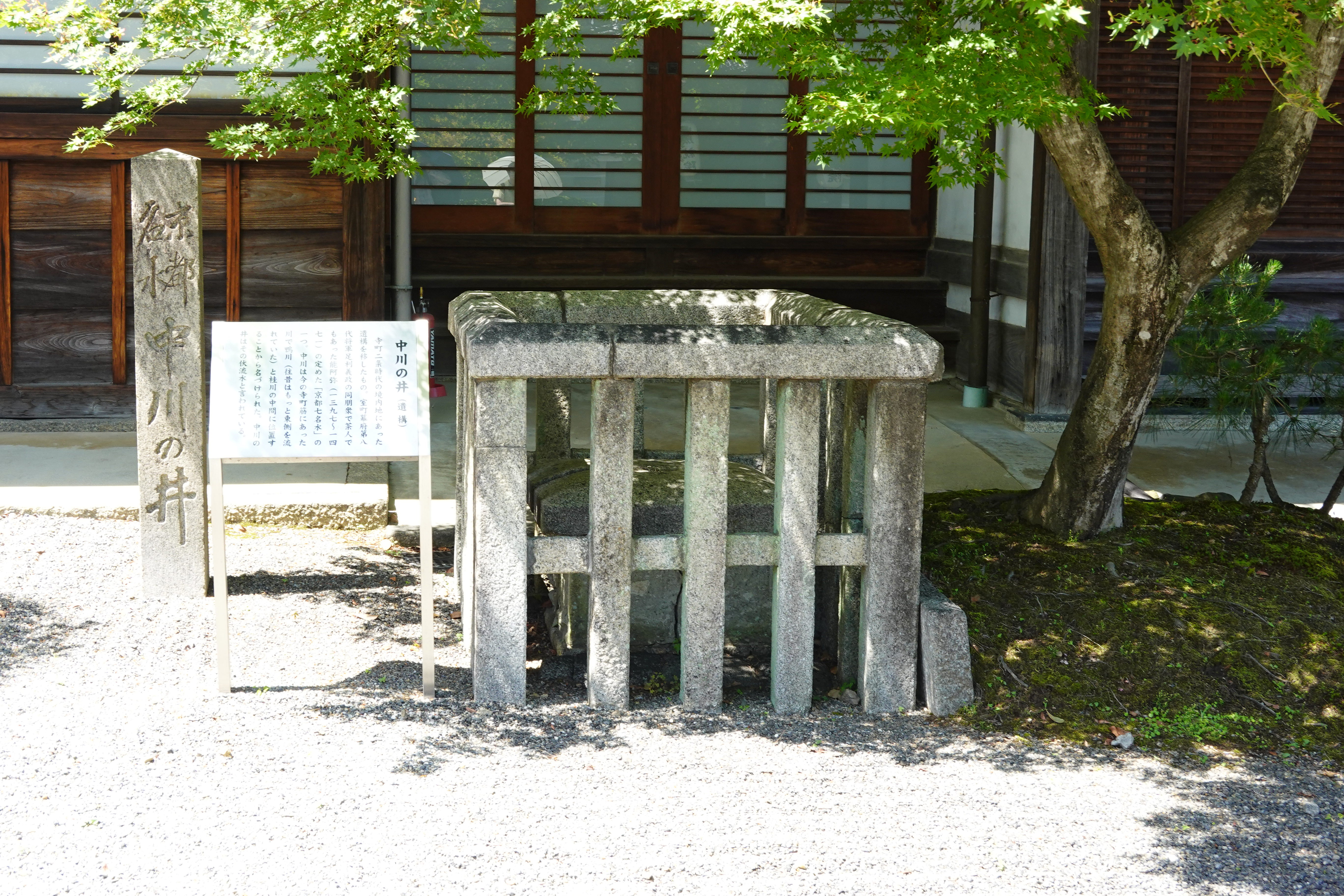
中川の井

## 文化財

### 重要文化財
- 法華経要文和歌懐紙 光厳天皇宸翰等二十首
- 絹本著色弥勒下生変相図 李晟筆 （高麗1294年） - 2018年指定[6][7]。制作年代が特定されている高麗仏画としては3番目に古いものである[8]。

## 所在地
京都府京都市左京区岩倉幡枝町91

## 交通アクセス
- 叡山電鉄木野駅から徒歩5分。
- 京都市営地下鉄国際会館駅から徒歩20分。または京都バスを利用し幡枝バス停で下車。

## 関連人物
- 古瀬日宇（第302世貫首。元NHK、毎日放送アナウンサー）